# Малая Бронная улица
Ма́лая Бро́нная у́лица — улица в Пресненском районе Центрального административного округа города Москвы. Проходит от Тверского бульвара до Садовой-Кудринской улицы. Здесь находится Московский драматический театр на Малой Бронной.

## Происхождение названия
Первоначально называлась Костянтиновской улицей (вероятно по одному из дворовладельцев); затем — Воскресенской — по церкви Воскресения Словущего (построена в 1630-е годы, разрушена в 1935 году). Современное название, так же как и Большая Бронная, получила по Бронной слободе, учрежденной здесь ещё в начале XVI века. Первоначально население слободы составляли мастера-оружейники, изготовлявшие в том числе «броню» — панцири и кольчуги.

## Описание

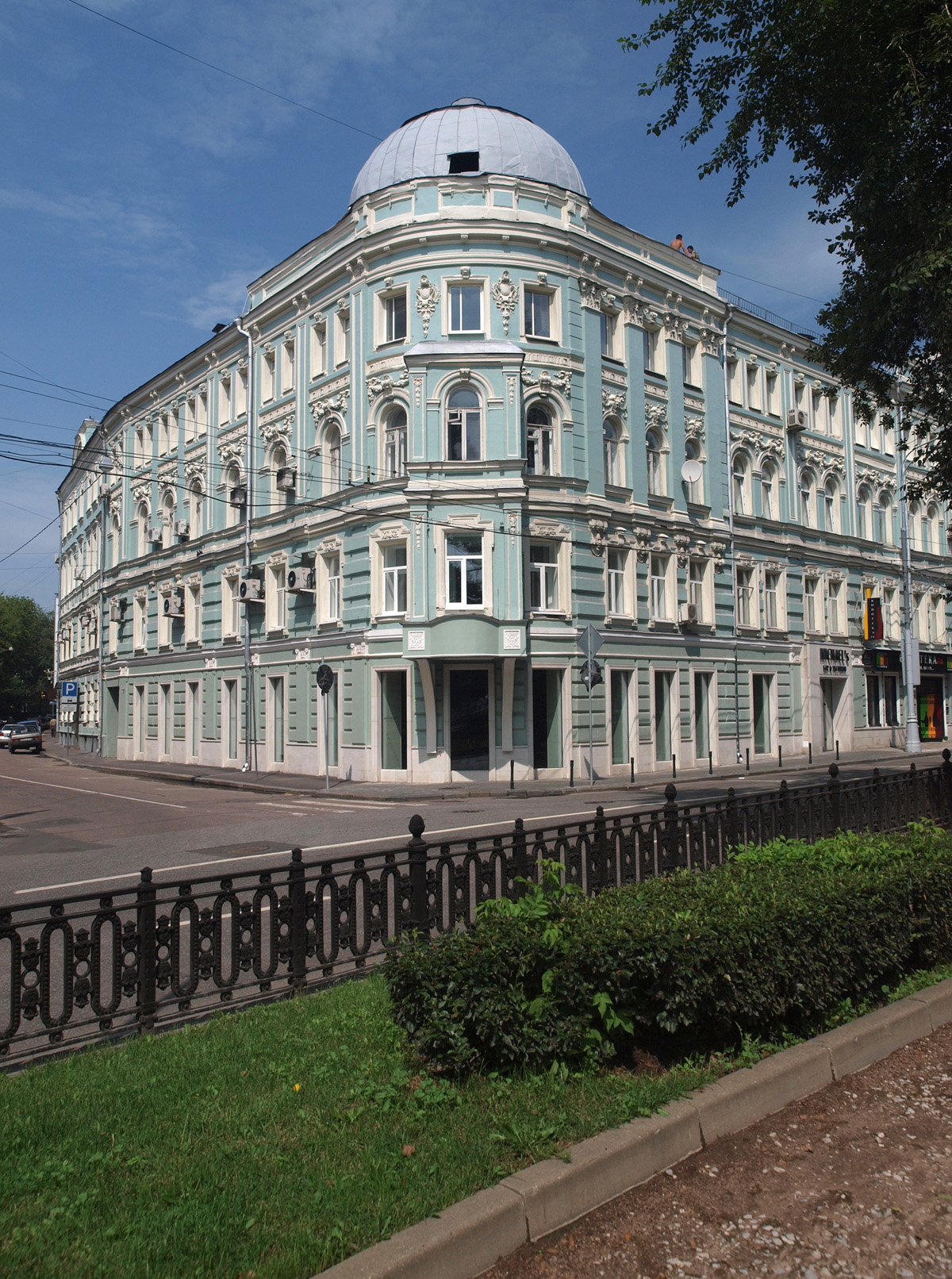
Угол Тверского бульвара с Малой Бронной (Романовка).

Малая Бронная начинается от Тверского бульвара недалеко от площади Никитские Ворота, проходит на северо-запад, справа к ней примыкает Большая Бронная, пересекает Спиридоньевский переулок, слева на неё выходит Большой Патриарший переулок, справа — Малый Козихинский. Далее улица идёт вдоль восточного берега Патриаршего пруда, пересекает Ермолаевский переулок и выходит на Садовое кольцо между Садовой-Кудринской и Большой Садовой улицами напротив улицы Красина. Нумерация домов начинается со стороны Тверского бульвара.
С мая 2018 года на улице установлен скоростной режим для транспорта с ограничением в 20 км/ч.

### Романовка
Романовка — это дом на углу Малой Бронной и Тверского бульвара под номер 2/7. В середине XVIII века земля на этом участке — за стеной Белого города, в Бронной слободе, принадлежала полковнику Василию Владимировичу Грушецкому, участнику присоединения Крыма к России, деятелю екатерининской эпохи, позднее ставшему генерал-поручиком и сенатором. От Грушецкого он перешёл в 1771 году к Голицыным, один из которых строит в 1770-х годах большой дом с двумя боковыми, выходившими к стене Белого города флигелями. Автором проекта был известный русский зодчий Матвей Казаков. Около ста лет казаковский ансамбль сохранялся без изменений, хотя его и пришлось восстанавливать после пожара 1812 года. В 1880-х годах трехэтажные флигели были соединены между собой и надстроены, образовав вытянувшееся вдоль Тверского бульвара четырёхэтажное здание, получившее по имени владельца название Романовка.
В Романовке размещались дешевые меблированные комнаты, в которых селились ученики консерватории и Московского училища живописи, ваяния и зодчества.
В годы своей консерваторской учебы здесь жил композитор-симфонист В. С. Калинников, названный критиками «Кольцовым русской музыки». Приезжая в столицу уже известным музыкантом, Калинников предпочитал останавливаться только в Романовке. Здесь он играет в 1895 году навестившему его С. И. Танееву свою приобретшую мировую известность Первую симфонию.
В конце 1890-х годов в Романовке открылся музыкальный салон. У поселившегося в её номерах известного музыкального деятеля С. Н. Кругликова собирается вся труппа Русской Частной оперы С. И. Мамонтова. Часто бывают Римский-Корсаков, Константин Коровин и М. А. Врубель с женой, знаменитой певицей Забелой-Врубель, которую Римский-Корсаков считал непревзойденной исполнительницей своих произведений. Любит петь у Кругликова и сам Шаляпин. В непринужденной обстановке здесь проходили первые репетиции опер для мамонтовского театра.
В те же годы к основному зданию, протянувшемуся по бульвару, пристраивается по Малой Бронной так называемая Романовская зала — для концертов и театральных представлений, которую сегодня занимает Театр на Малой Бронной. Именно здесь зарождался Художественный театр. До появления своего собственного здания в Камергерском переулке труппа театра использовала Романовскую залу для репетиций. Ещё спустя несколько лет в номерах Романовки впервые прочёл свои стихи Маяковский (тогда ещё ученик Московского училища живописи). Встречались здесь Велимир Хлебников, Давид Бурлюк, Крученых.

## Примечательные здания и сооружения

### По нечётной стороне
- № 5—7 — школа № 124.

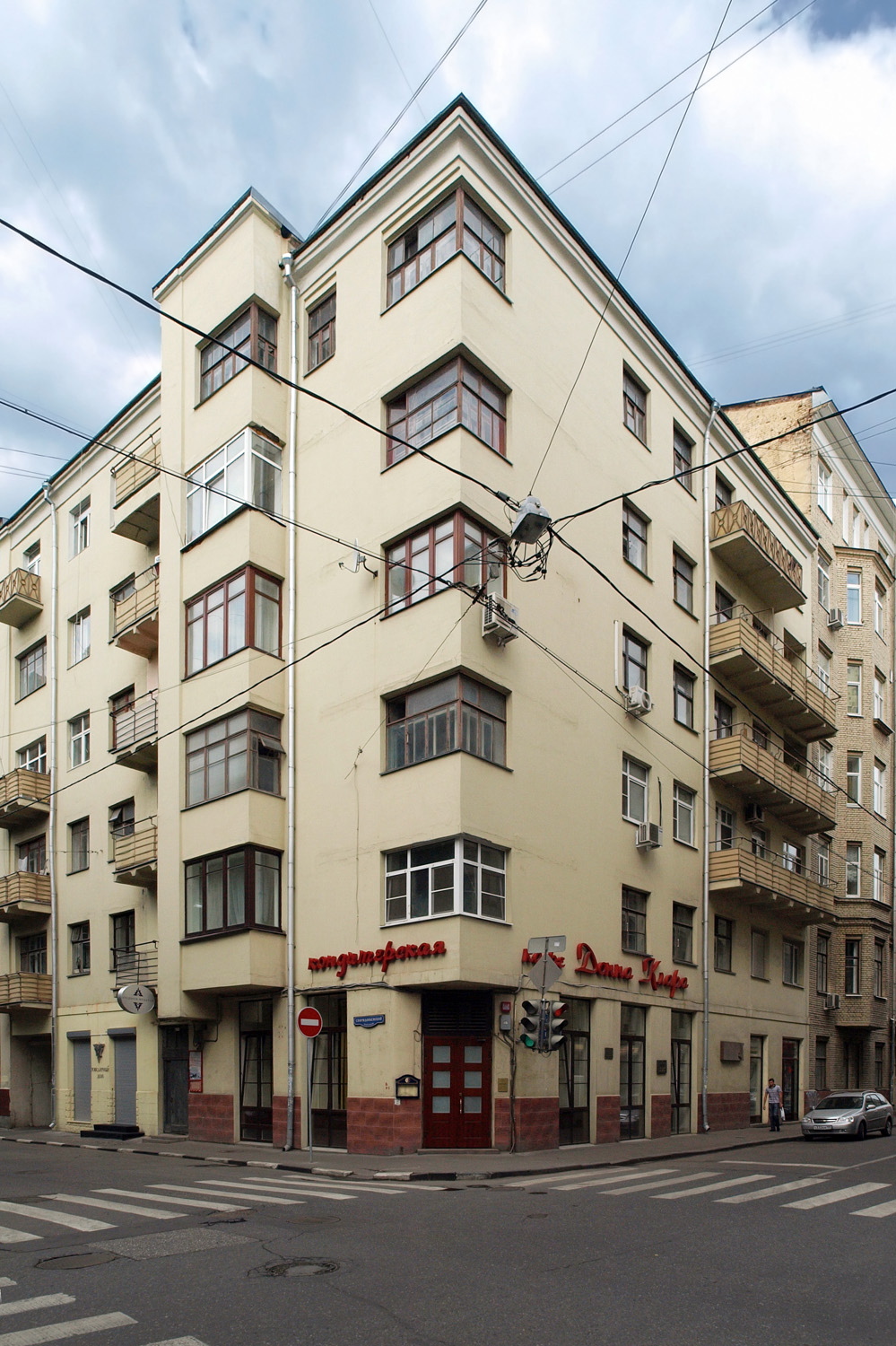
Жилой дом сотрудников Госстраха (№ 21/13)

- № 13 — жилой дом постройки 1927 года в стиле конструктивизма по индивидуальному проекту архитектора М. Я. Гинзбурга и отреставрированный в 2015 по программе «Моя Улица». В рамках гражданской инициативы «Последний адрес» на доме установлен мемориальный знак в память о жильце этого дома дипломате Эдуарде Яковлевиче Кадике[5], арестованном органами НКВД 7 ноября 1939 года и умершем 28 октября 1942 года в заключении[6]. В базе данных правозащитного общества «Мемориал» есть имя ещё одного жильца этого дома, расстрелянного в годы террора[7]. Число погибших в лагерях ГУЛАГа не установлено.
- № 13/2 — детский сад № 1144.
- Памятник Шолом-Алейхему (2001, скульптор Ю. Л. Чернов, архитектор Г. И. Копанс)[2].
- № 15 — детский сад № 45. Ранее на этом месте располагалась детская больница, где в 1875—1891 годах работал основоположник русской педиатрии Н. Ф. Филатов[8].
- № 15, стр. Б,  ЦГФО — главный дом городской усадьбы Неклюдовой (1840-е, перестраивался в XX веке). В ноябре 2016 года власти Москвы оформили градостроительный план земельного участка, предусматривающий снос здания и строительство на его нового объекта высотой в 28 м, — тогда как согласно утверждению градозащитного движения «Архнадзор» для данного участка несколько лет назад были разработаны регламенты, предусматривавшие сохранение дома и ограничение высотной отметки до 16,38 м (высота исторической постройки). Несмотря на попытки москвичей защитить здание, в 4 утра в субботу 6 мая 2017 года начался его снос. По традиции московских застройщиков уничтожение дома происходило в выходные, в такое время, когда активные горожане не могут оказать сопротивления и предпринять меры к его спасению. Общественное движение «Архнадзор» объявило снос здания «выдающимся примером градостроительного варварства и беззакония, недопустимого в столице цивилизованной страны»[9][10].
- № 17 — жилой дом. Здесь жила артистка оперы Мария Дейша-Сионицкая[11].
- № 19 — доходный дом Смирновских (1874[12]).
- № 19А — жилой дом Наркомата путей сообщения (1932, 1934—1940, архитекторы Л. М. Поляков, Г. И. Волошинов)[13]. Здесь жили поэт Александр Галич[14] и его брат, кинооператор Валерий Гинзбург[15], историк архитектуры Андрей Гозак[16].
- № 21/13, стр. 1,  памятник архитектуры (региональный) — жилой дом сотрудников Госстраха (1926—1927, М. Я. Гинзбург, при участии с В. М. Владимирова[12][17]). Первоначально дом имел пять этажей; на кровле находился солярий с цветником, железобетонными скамьями и навесом. Первые четыре этажа дома занимали двух- и трёхкомнатные квартиры работников «Госстраха», на пятом этаже размещались 12 комнат общежития. Позднее дом был надстроен шестым этажом, что утяжелило композицию здания и лишило характерной для конструктивистской архитектуры особенности — эксплуатируемой кровли[18]. В рамках гражданской инициативы «Последний адрес» 19 ноября 2017 года на доме были установлены мемориальные знаки с именами экономистов Цезаря Адольфовича Гейна и Меера Беркова-Зеликовича Цукермана, спортсмена Александра Васильевича Маляева и поэта Сергея Михайловича Третьякова, расстрелянных сотрудниками НКВД в годы сталинских репрессий[19]. Согласно базам данных правозащитного общества «Мемориал» в годы Большого террора были расстреляны как минимум 7 жильцов этого дома[7]
- № 23 — доходный дом (1913, архитектор М. Е. Приёмышев).
- № 27/14 — доходный дом Е. Э. Соколовой (1910, архитектор Б. А. Альберти; надстроен 5 и 6 этажами в начале 1940-х годов[12]).
- № 31/13,  памятник архитектуры (вновь выявленный объект) — доходный дом А. Д. Сидамона-Эристова (1911, архитектор В. А. Величкин; конец 1930-х гг.)[12]. Здесь жил артист эстрады Н. П. Смирнов-Сокольский; на доме имеется мемориальная доска (2009)[20].

### По чётной стороне

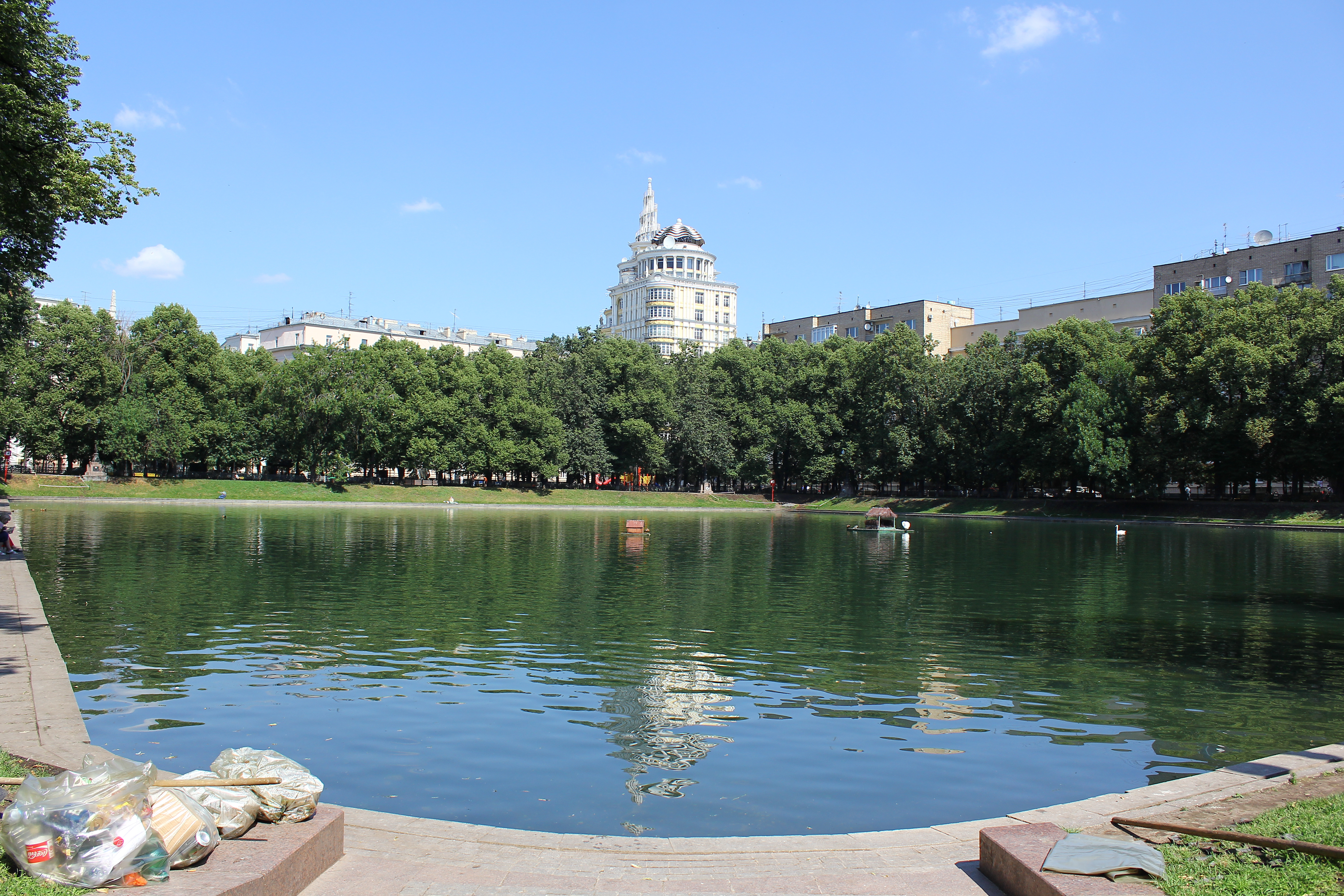
Патриаршие пруды. По центру на заднем плане — дом «Патриарх» (№ 44/15)

- № 2/7,  памятник архитектуры (региональный) — главный дом с флигелями — доходный дом М. С. Романова с магазинами (2-я пол. XVIII в. — нач. XIX в.; 1870-е — 1890-е гг.; гражданский инженер Н. Г. Фалеев, архитекторы В. П. Загорский, Н. Д. Струков). В доме жил архитектор и реставратор Ф. Ф. Горностаев[12].
- № 4, стр. 1,  памятник архитектуры (вновь выявленный объект) — дом «Общества для пособия нуждающимся студентам Императорского Московского Университета» (1909, архитектор К. К. Гиппиус)[12], в настоящее время — Московский драматический театр на Малой Бронной.
- № 4, стр. 2,  памятник архитектуры (региональный) — жилой флигель с концертным залом «Романовка» — доходный дом с конторами (кон. XVIII — нач. XIX веков, 1880-е — 1890-е; 1900-е; 1-я пол. XX века, архитекторы Н. Д. Струков, И. И. Поздеев. Здесь в 1921—1951 годах размещался Государственный еврейский театр, который возглавлял С. М. Михоэлс, в 1951—1962 годах — театр Сатиры, с 1962 года — театр на Малой Бронной[12].
- № 6/2 — 16-этажный жилой дом. Здесь жили актёры Юрий Никулин[21] и Ростислав Плятт[22], режиссёр Валентин Плучек[23], пианист Святослав Рихтер[24]. В доме расположены Мемориальный музей-квартира Святослава Рихтера (кв. № 58, открылся в 1999 году)[25] и музей-квартира В. Н. Плучека.
- № 10 — доходный дом В. И. Якунчикова (1899—1904, архитектор В. И. Мясников)[2]. В доме жили историк Д. С. Бабурин[26], психиатр Н. Н. Баженов[27]. В настоящее время — Российский государственный институт интеллектуальной собственности, отделение повышения квалификации.
- № 12 — доходный дом Г. К. Китинева (1909, архитектор Л. В. Стеженский)[2]. Здесь жили писатель Юрий Давыдов[28], микробиолог Г. Ф. Гаузе[29]. В настоящее время — Московский театр спортивно-зрелищных представлений «Каскадёр».
- № 16 — жилой дом. Здесь жил дипломат О. А. Трояновский[30].
- № 18 — Пробирное управление (1897, архитектор Н. И. Какорин, строил архитектор И. С. Бургардт), сейчас — Федеральная пробирная палата.
- № 20, стр. 1 — Институт аллергологии и клинической иммунологии.
- № 22/15 — доходный дом (1913, архитектор С. К. Вульфсон). Фасад шестиэтажного здания облицован гладкой плиткой, овальное окно обрамлено рельефной лепниной, эркеры на уровне 4—5 этажей украшены барельефами с изображением рогов изобилия. Старинная вывеска «Аптека» была отреставрирована на средства москвичей при помощи движения «Архнадзор»[31][32].
- № 24 — жилой дом. Здесь жил советский физиохимик А. Д. Абкин[33].
- № 24, стр. 4 — отделение связи № 123102.
- № 28/2, стр. 1 — доходный дом А. И. Мозжухина (1887, архитектор А. З. Захаров). Здесь в детские годы жила актриса А. Г. Коонен[12].
- № 30/1,  памятник архитектуры (вновь выявленный объект) — жилой дом (1925—1927, архитектор Г. К. Олтаржевский). Здесь в квавртире № 5 в 1940—1962 годах жил и работал театральный деятель и книговед Н. П. Смирнов-Сокольский[12].
- № 32,  памятник архитектуры (вновь выявленный объект) — доходный дом Вешнякова (1912, архитектор И. Г. Кондратенко, совместно с С. А. Дорошенко)[2][12].

Ранее на этом месте стоял дом Левенцовой, в котором в 1886 году архитектор А. О. Гунст открыл свои Классы изящных искусств, где преподавали многие видные художники и архитекторы. В этом же доме в начале 1890-х годов жил В. Я. Цингер — математик и ботаник, один из основателей Московского математического общества, позже его президент.
19 апреля 2015 года в рамках проекта «Последний адрес» на доме была установлена табличка в память о репрессированном жильце, офицере С. Ф. Лукашевиче.
- № 34 — жилой дом (1964, архитекторы Г. Борисов, Т. Волобаева[12]).
- № 36 — жилой дом рабоче-строительного кооперативного товарищества «Работник Льноторга» (1926, архитекторы И. П. Машков, Б. М. Великовский; надстроен в 1932 г.[12])
- № 38 — жилой дом (1965, архитекторы Г. Борисов, Т. Волобаева[12]). Здесь жили академик В. Н. Челомей (в 1974—1984 годах)[35], эпидемиологи А. К. Шубладзе[36], С. В. Соловьёв[37].
- № 42/14 — доходный дом (1914, архитектор А. М. Хомко, совместно с Н. Д. Ивановым; 1970-е[12]). Здесь жила певица Валентина Толкунова[38].
- № 44/15 — дом «Патриарх» (2002, архитектор С. Б. Ткаченко, автор оформления вестибюля — Ж. Гарсия[англ.])[2] — 12-этажный дом с башенкой, декорированный на верхних ярусах скульптурными композициями.

## Персоналии
- Иван Артемьевич Безмин (1653 — около 1700) — дворянин московский, живописец Оружейной палаты[39].
- Никита Давыдов (? — 1669) — один из лучших мастеров-оружейников Оружейной палаты XVII века[40].

## В культуре
Улица Малая Бронная упоминается в песне А. Эшпая (сл. Е. Винокурова) «Москвичи» (стала популярна в исполнении Марка Бернеса).